# Kind (cavalo)
Kind (21 de abril de 2001 – 8 de março de 2021) foi um cavalo de corrida puro-sangue de raça irlandesa e treinamento britânico. Ela venceu seis de suas treze corridas, incluindo a Listed Flower of Scotland Stakes e Kilvington Stakes, além de ser colocada no Grupo 3 Ballyogan Stakes. Desde que se aposentou das corridas, ela se tornou uma das principais éguas ninhadas da Juddmonte Farms, parindo o invicto e 10 vezes vencedor do Grupo 1, Frankel. Todos os seus primeiros cinco potros ganharam corridas, incluindo os vencedores do Grupo Bullet Train e Noble Mission. Kind foi treinado por Roger Charlton e propriedade de Khalid Abdulla. Kind morreu após complicações de parto.
Kind é uma égua baia que foi criada pela Juddmonte Farms e parida em 21 de abril de 2001. Ela foi procriada por Danehill, que ganhou a Haydock Sprint Cup em 1989. Ele se tornou um pai líder e foi campeão da Grã-Bretanha e Irlanda em 2005, 2006 e 2007. Danehill também gerou Danehill Dancer, Dansili, Duke of Marmalade, Dylan Thomas, George Washington e Rock of Gibraltar. Barragem de Kindé Rainbow Lake, filha de Rainbow Quest. Rainbow Lake venceu três de suas seis partidas, incluindo Ballymacoll Stud Stakes e Lancashire Oaks. Kind foi treinada por Roger Charlton.